# Kauguri
Kauguri – wieś na Łotwie, w krainie Liwonia, w novadsie Valmiera. W latach 2009–2021 stolica novadsu Beverīna. Według danych na rok 2007, w miejscowości mieszkało 86 osób.